# 中心開局
中心開局（英語：Center Game）是國際象棋開局開放性開局的一種，走法為：1.e4 e5 2.d4 exd4